# Ike & Tina Turner
Ike & Tina Turner furono un duo rock e soul statunitense, formato da Ike Turner e sua moglie Tina. I due ebbero una carriera di sedici anni, nei quali vinsero un Grammy Award per il brano Proud Mary; nel 1991 sono stati inseriti nella Rock & Roll Hall of Fame.

## Carriera
Ike Turner cominciò la propria carriera nel 1951 con il gruppo The Kings of Rhythm. Durante una delle sue serate Ike notò la allora sedicenne Anna Mae Bullock e la volle nel proprio gruppo. Anna Mae Bullock ebbe l'opportunità di sostituire il principale cantante del gruppo, stupendo tutti per le proprie doti canore, al punto di convincere Ike a darle un nome d'arte (Tina), e cambiare il nome del gruppo in The Ike & Tina Turner Revue, in cui erano accompagnate da un trio vocale appositamente costituito, The Ikettes, che poi ebbero una carriera come gruppo musicale autonomo.
Il primo singolo pubblicato dal gruppo con il nuovo nome A Fool in Love fu un successo immediato, raggiungendo la seconda posizione della Billboard Hot 100 e la vetta dalla American pop singles chart. L'anno successivo It's Gonna Work Out Fine diede loro la prima nomination ai Grammy Awards, mentre Tina Turner cominciò a diventare la principale attrazione del gruppo. Nel 1966 Phil Spector offrì ad Ike & Tina un contratto con la propria etichetta, la Phillies Record, con la quale registrarono quello che diverrà probabilmente il loro brano più ricordato River Deep - Mountain High. Dal 1966 al 1969 Ike & Tina Turner aprirono tutti i concerti dei Rolling Stones.
Dagli anni settanta la popolarità del gruppo crebbe notevolmente. Fra i loro successi si ricordano The Hunter e I Want to Take You Higher che valsero loro altre nomination ai Grammy, ma fu solo nel 1970 che Ike & Tina ottennero il primo Grammy Award grazie alla loro cover di Proud Mary, originariamente dei Creedence Clearwater Revival. Nel 1971 apparvero nel film Taking Off di Miloš Forman. Nel 1973 il singolo semi-autobiografico Nutbush City Limits fu il loro ultimo singolo a entrare nelle top 30 statunitense. Infatti dal 1975 la popolarità del gruppo andò scemando.
Tina Turner cominciò ad apparire sempre più spesso da sola, tentando in tutti i modi di intraprendere una carriera da solista. Nell'autobiografia I, Tina (smentita, in ultimo, dalla biografia del marito del 2001 Takin' Back My Name), la cantante rivelò quanto il marito Ike fosse dipendente da droghe e psicofarmaci, e fosse violento con lei. Dopo l'ennesimo violento confronto nel 1976 prima di uno show, Tina Turner fuggì dal marito, sancendo la fine del gruppo. Il divorzio per la coppia arrivò nel 1977. In seguito Tina Turner riuscì a ottenere un enorme successo come solista grazie all'album Private Dancer del 1984. Ike Turner invece affrontò diversi problemi legali, fra cui quello dovuto a detenzione di sostanze stupefacenti, per il quale ha passato diversi anni in carcere fino al 1993. Morì per overdose di cocaina nel 2007.

## Riconoscimenti
Ike & Tina Turner sono stati inseriti nella Rock and Roll Hall of Fame nel 1991, mentre Ike Turner era in carcere e Tina stava lavorando sul suo nuovo album. Phil Spector accettò l'inserimento a nome dei due ex coniugi. Il gruppo fu nominato tre volte ai Grammy Awards, vincendolo nel 1972 con Proud Mary. Bold Soul Sister della Turner è stata nominata come Miglior performance femminile R&B nel 1969. Il gruppo ricevette anche un NAACP Image Award e sia Ike che Tina ricevettero una stella nella St. Louis Hall of Fame. Due delle loro canzoni, River Deep - Mountain High e Proud Mary, sono state inserite nella Grammy Hall of Fame rispettivamente nel 1999 e nel 2003. Tina Turner inoltre ha ricevuto una stella nella Hollywood Walk of Fame nel 1986.

## Discografia

### Album
- The Soul of Ike & Tina Turner (Sue 1961)
- Dance with Ike and Tina Turner (Sue 1962)
- Dynamite! (Sue 1962)
- Don't Play Me Cheap (Sue 1963)
- It's Gonna Work Out Fine (Sue 1964)
- Please Please Please (Sue 1965)
- Revue Live (Kent 1964)
- The Ike and Tina Show Live (Loma 1965)
- Live! The Ike and Tina Turner Show (Warner bros 1965)
- The Ike & Tina Turner Show - Vol.2 (Warner bros 1965)
- Get it Get it (cenco 1965)
- Soul Of Ike & Tina (kent 1966)
- River Deep - Mountain High (London 1966)
- Festival of Live Performances (Kent 1967)
- So Fine (Pompeii 1968)
- In Person (Minit 1969)
- Cussin', Cryin' and Carrying On (Pompeii 1969)
- Get It Together! (Pompeii 1969)
- Outta Season (Blue Thumb 1969)
- The Hunter (Blue Thumb 1969)
- In Person (Minit 1969)
- Her Man, His Woman (Capitol 1969)
- Come Together (Liberty 1970)
- Workin' Together (Liberty 1970)
- Live in Paris (Liberty 1971)
- Live at Carnegie Hall - What You Hear Is What You Get (United Artists 1971)
- 'Nuff Said (United Artists 1971)
- Feel Good (United Artists 1972)
- Let Me Touch Your Mind (United Artists 1972)
- Nutbush City Limits (United Artists 1973)
- The World of Ike & Tina Live! (United Artist 1973)
- Sweet Island Rhode Red (United Artists 1974)
- The Gospel According to Ike & Tina (United Artist 1974)
- Delilah's Power (United Artists 1977)
- Airwaves (United Artist 1978)

### Singoli
- "A Fool in Love (1960)"
- I Idolize You (1960)"
- I'm Jealous (1961)"
- It's Gonna Work Out Fine (1961)
- Poor Fool (1961)"
- Tra La La La La (1962)
- You Should'a Treated Me Right (1962)
- You Can't Miss Nothing That You Never Had (1964)
- A Fool for a Fool (1964)
- I Can't Believe What You Say (for Seeing What You Do) (1964)
- Please, Please, Please (1964)
- He's the One (1964)
- Tell Her I'm Not Home (1965)
- Somebody Needs You (1965)
- Good Bye, So Long (1965)
- I Don't Need (1965)
- Two Is a Couple (1965)
- Can't Chance a Break Up (1965)
- Something's Got a Hold of Me (1966)
- Dust My Broom (1966)
- River Deep – Mountain High (1966)
- I'll Never Need More Than This (1967)
- A Love Like Yours (1967)
- So Fine (1968)
- I'm Gonna Do All I Can (to Do Right by My Man) (1969)
- I've Been Loving You Too Long (1969)
- I Wish It Would Rain (1969)
- The Hunter (1969)
- I Know (1969)
- Bold Soul Sister"(1969)
- Come Together (1969)
- I Want to Take You Higher (1970)
- Respect (1970)
- Workin' Together (1971)
- Proud Mary (1971)
- Funkier Than a Mosquita's Tweeter (1971)
- Ooh Poo Pah Doo (1971)
- You Don't Love Me (Yes I Know) (1971)
- I'm Yours (Use Me Anyway You Wanna) (1971)
- Get Back (1972)
- Up in Heah (1972)
- Feel Good (1972)
- She Came In Through the Bathroom Window (1972)
- Let Me Touch Your Mind (1972)
- With a Little Help from My Friends (1973)
- Early One Morning (1973)
- Nutbush City Limits (1973)
- Sweet Rhode Island Red (1974)
- Sexy Ida (1974)
- Baby, Get It On (1975)
- Shame, Shame, Shame (1982)
- Living for the City (1985)
- Shake a Hand (1986)
- Raise Your Hand (U Got To) (2005)